# Theseus en de Minotaurus

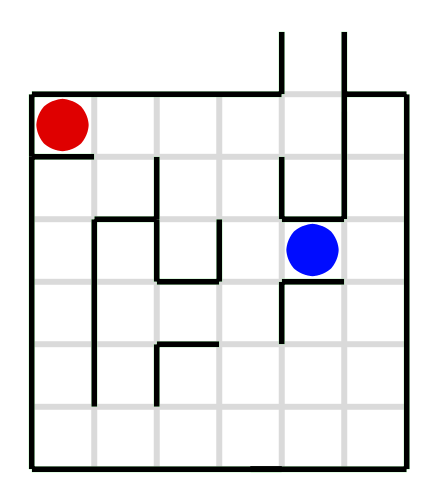
Een doolhof met Theseus (blauw) en de Minotaurus (rood)

Theseus en de Minotaurus is een soort logisch doolhof ontworpen door Robert Abbott.
In dit doolhof probeert de speler Theseus, de koning van Athene, uit het doolhof te vluchten. Het belangrijkste verschil met standaard doolhoven, naast het feit dat het op een diagram is geplaatst, is het feit dat het doolhof niet leeg is, maar ook een Minotaurus bevat. De Minotaurus jaagt de speler op, voor elke twee stappen van de minotaurus maakt Theseus een stap.
Hoewel de Minotaurus sneller is dan de speler, zijn diens bewegingen vaak inefficiënt: De stappen van de Minotaurus worden bepaald door te kijken of hij dichter bij de speler kan komen door horizontaal te bewegen, en vervolgens te kijken of hij dichterbij kan komen door verticaal te bewegen. Als geen van beide zetten hem dichter bij de speler zou brengen, slaat de Minotaurus zijn beurt over. Theseus mag ook zijn beurt overslaan.
Dit type doolhof werd voor het eerst gepubliceerd in 1990 in het boek Mad Mazes van Robert Abbott. Het idee werd later gepubliceerd in het Britse tijdschrift Games & Puzzles.